# Colin Todd
Colin Todd, född 12 december 1948 i Chester-le-Street, England, fotbollsspelare, tränare. 
Colin Todd var en snabb och tacklingssäker spelare som ansågs vara en av Englands bästa mittbackar under 1970-talet. Han spelade i det Derby County som blev engelska ligamästare två gånger på 1970-talet (1972 och 1975). 1975 blev han även utsedd till Årets fotbollsspelare i England (PFA). Efter spelarkarriären har han varit tränare och manager i olika engelska och danska klubbar.